# Ligne de Füzesabony à Eger
La Ligne de Füzesabony à Eger ou ligne 87A est une ligne de chemin de fer de Hongrie. Elle relie Füzesabony à Eger.